# 34198 Oliverleitner
34198 Oliverleitner este o planetă minoră (asteroid), cu un diametru de 2,686 km, din centura de asteroizi. A fost descoperită pe 25 august 2000 la Experimental Test Site⁠(d) de Lincoln Near-Earth Asteroid Research. 
Obiectul prezintă o orbită caracterizată de o semiaxă mare de 2,5574088 UAi, o excentricitate de 0,1, o înclinație de 3,34286 ° în raport cu ecliptica.